# 夏科灣
夏科灣是南極洲的海灣，位於葛拉漢地，處於卡特角和謝爾曼角之間，寬約20公里，由挪典的探險隊發現，以法國極地探險家命名。
63°48′S 59°35′W / 63.800°S 59.583°W